# Trophée des champions 2022
Il Trophée des Champions 2022 è stata la 46ª Supercoppa di Francia, la 27ª organizzata dalla LFP.
Si è svolta il 31 luglio 2022 allo Stadio Bloomfield di Tel Aviv tra il Paris Saint-Germain, vincitore della Ligue 1 2021-2022 e il Nantes, vincitore della Coppa di Francia 2021-2022.
Il trofeo è stato vinto dal Paris Saint-Germain, all'undicesimo successo nella competizione.

## Partecipanti
| Squadre             | Qualificazione                             | Partecipazioni precedenti (il grassetto indica la vittoria)                                   |
| ------------------- | ------------------------------------------ | --------------------------------------------------------------------------------------------- |
| Paris Saint-Germain | Vincitore della Ligue 1 2021-2022          | 15 (1986, 1995, 1998, 2004, 2006, 2010, 2013, 2014, 2015, 2016, 2017, 2018, 2019, 2020, 2021) |
| Nantes              | Vincitore della Coppa di Francia 2021-2022 | 7 (1965, 1966, 1973, 1995, 1999, 2000, 2001)                                                  |

## Tabellino
| Arbitro: | Orel Grinfeld |

|                                              |           |  |
| Messi 22’ Neymar 45+5’, 82’ (rig.) Ramos 57’ | Marcatori |  |

| Paris Saint-Germain | Nantes |

| P                  | 99 | Gianluigi Donnarumma |     |     |
| D                  | 4  | Sergio Ramos         |     |     |
| D                  | 5  | Marquinhos           |     |     |
| D                  | 3  | Presnel Kimpembe     |     |     |
| C                  | 2  | Achraf Hakimi        |     | 78’ |
| C                  | 6  | Marco Verratti       |     | 78’ |
| C                  | 17 | Vitinha              | 16’ | 68’ |
| C                  | 25 | Nuno Mendes          |     | 68’ |
| A                  | 19 | Pablo Sarabia        |     | 84’ |
| A                  | 30 | Lionel Messi         |     |     |
| A                  | 10 | Neymar               |     |     |
| A disposizione:    |    |                      |     |     |
| P                  | 1  | Keylor Navas         |     |     |
| D                  | 14 | Juan Bernat          |     | 68’ |
| D                  | 22 | Abdou Diallo         |     |     |
| D                  | 26 | Nordi Mukiele        |     | 78’ |
| C                  | 8  | Leandro Paredes      |     | 78’ |
| C                  | 15 | Danilo Pereira       |     | 68’ |
| C                  | 27 | Idrissa Gueye        |     |     |
| A                  | 9  | Mauro Icardi         |     |     |
| A                  | 29 | Arnaud Kalimuendo    |     | 84’ |
| Allenatore:        |    |                      |     |     |
| Christophe Galtier |    |                      |     |     |

| P                 | 1  | Alban Lafont             |     |     |
| D                 | 21 | Jean-Charles Castelletto | 81’ |     |
| D                 | 3  | Andrei Girotto           |     |     |
| D                 | 4  | Nicolas Pallois          |     |     |
| C                 | 11 | Marcus Coco              | 38’ | 64’ |
| C                 | 17 | Moussa Sissoko           |     |     |
| C                 | 5  | Pedro Chirivella         |     | 64’ |
| C                 | 12 | Dennis Appiah            |     | 78’ |
| C                 | 10 | Ludovic Blas             |     |     |
| A                 | 7  | Evann Guessand           |     | 78’ |
| A                 | 27 | Moses Simon              |     |     |
| A disposizione:   |    |                          |     |     |
| P                 | 16 | Rémy Descamps            |     |     |
| D                 | 2  | Fábio                    |     | 78’ |
| D                 | 24 | Sébastien Corchia        |     | 78’ |
| C                 | 8  | Samuel Moutoussamy       | 75’ | 64’ |
| C                 | 18 | Samuel Yepié Yepié       |     |     |
| C                 | 19 | Mohamed Achi             |     |     |
| C                 | 20 | Lohann Doucet            |     |     |
| C                 | 29 | Quentin Merlin           |     |     |
| A                 | 31 | Mostafa Mohamed          |     | 64’ |
| Allenatore:       |    |                          |     |     |
| Antoine Kombouaré |    |                          |     |     |